# نيويورك كوميك كون
نيويورك كوميك كون (بالإنجليزية: New York Comic Con)‏ هو مؤتمر للمعجبين يقام بشكل سنوي في مدينة نيويورك الأمريكية. مخصص للقصص المصورة، الروايات المصورة، الأنمي، المانغا، ألعاب الفيديو، الألعاب، الأفلام، والتلفزيون. عقد لأول مرة في سنة 2006.

## معرض صور

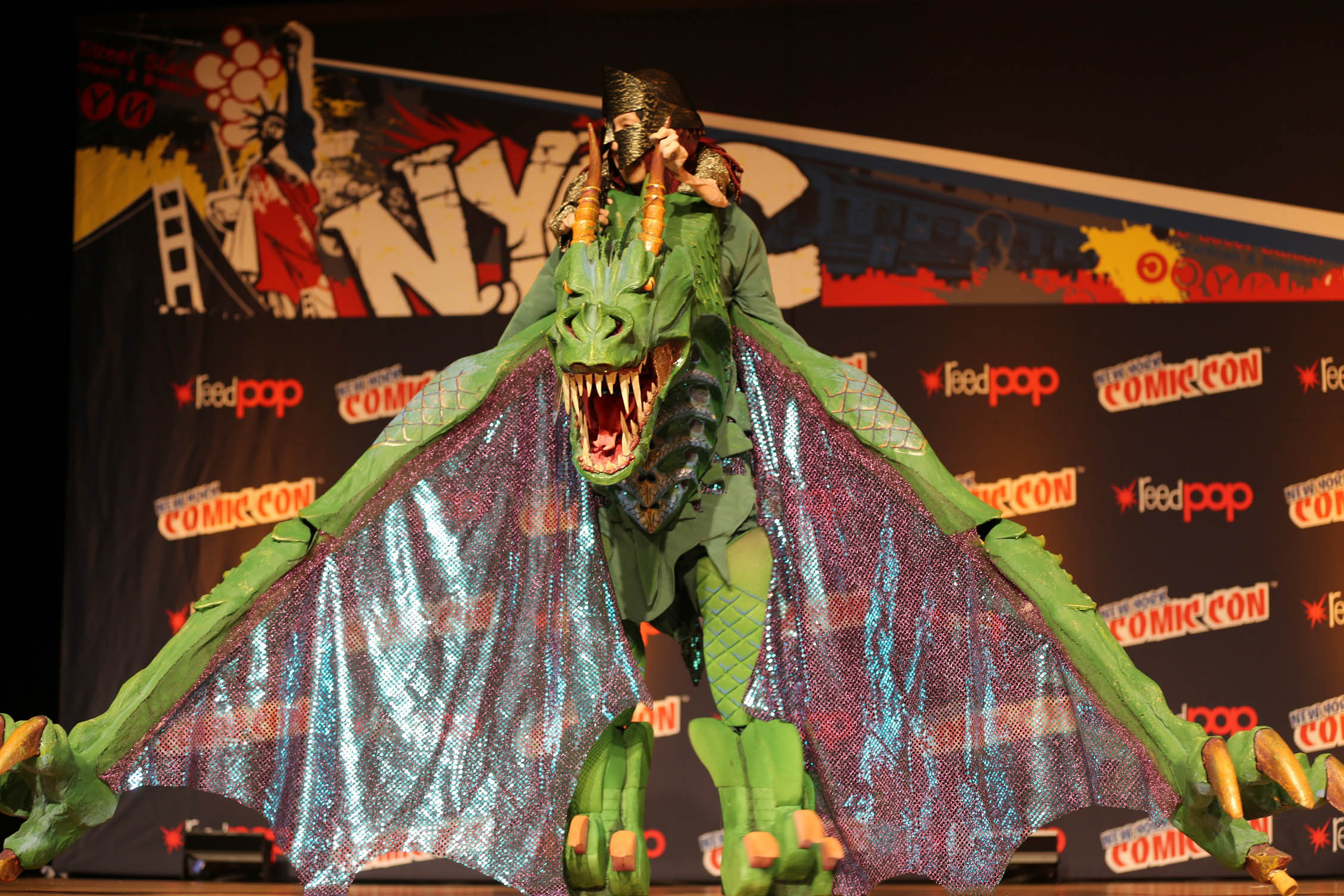
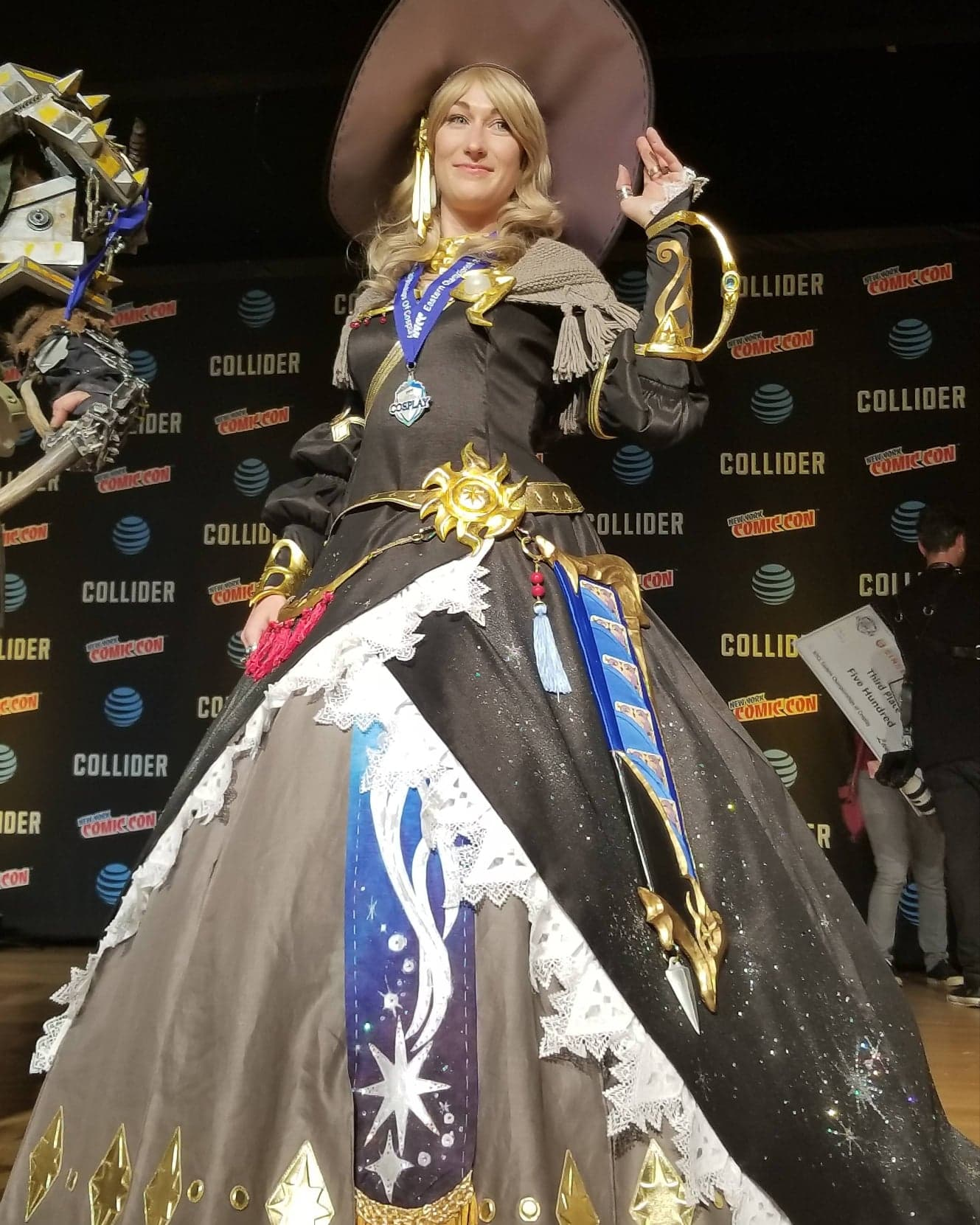
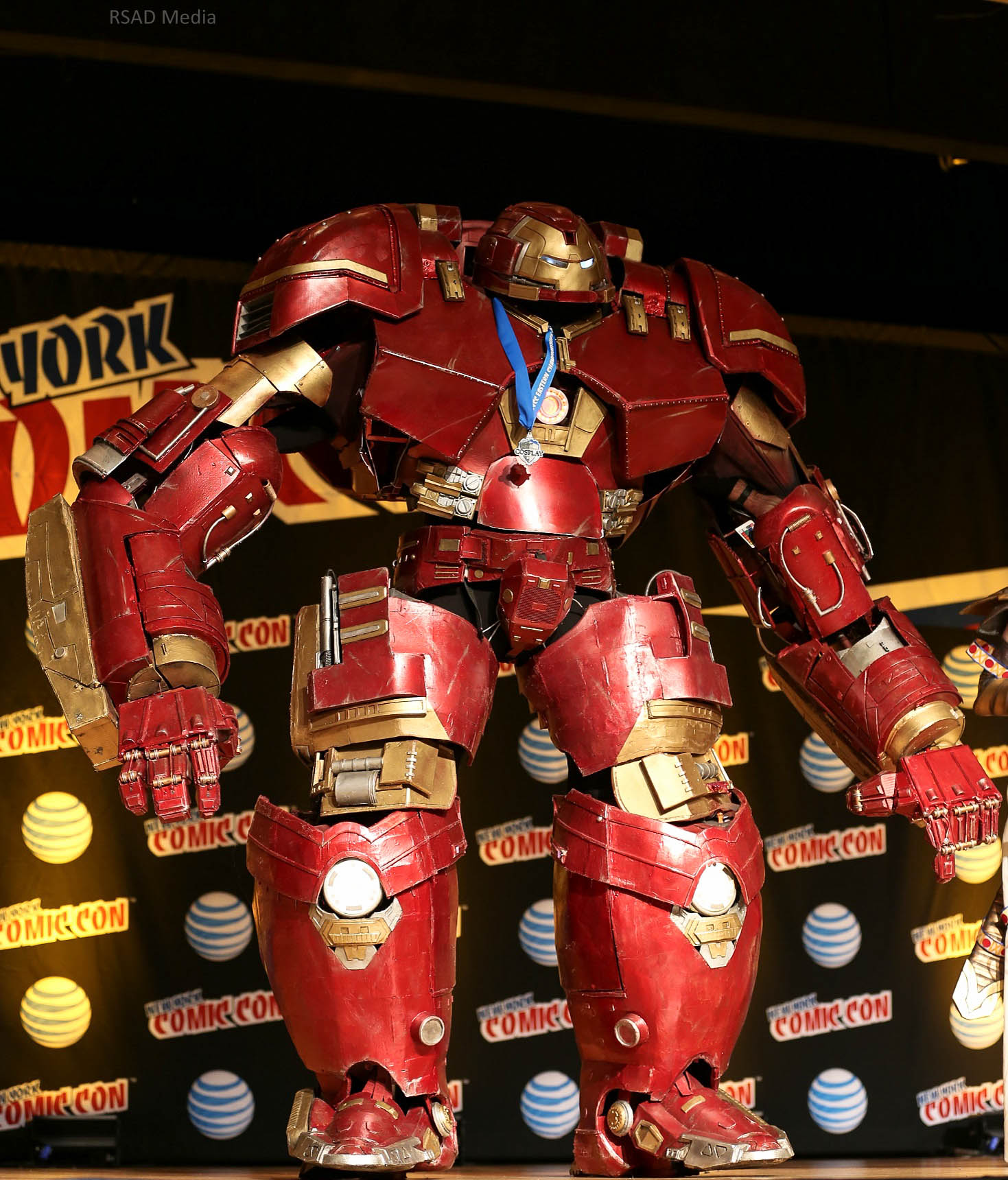
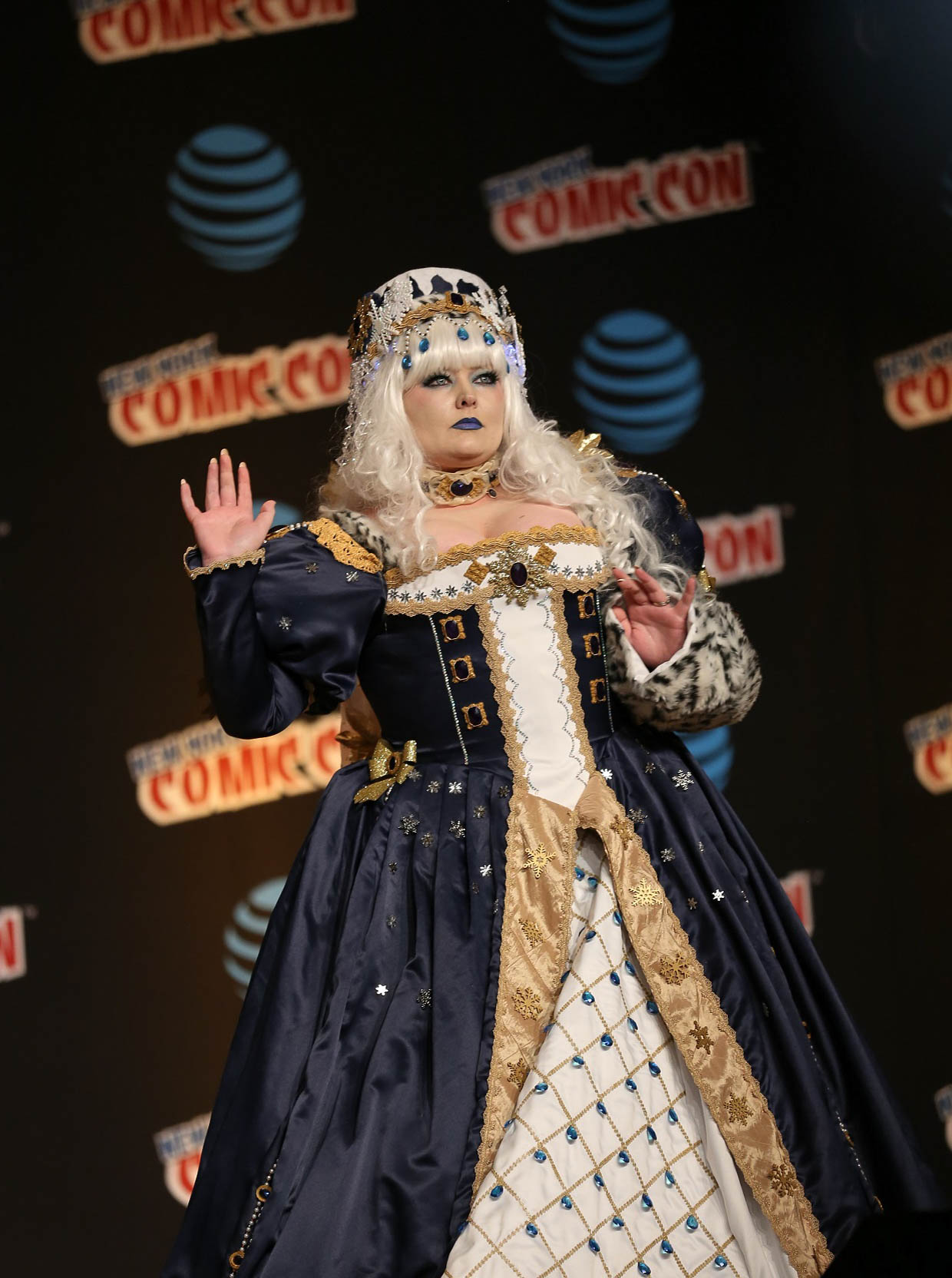

## وصلات خارجية
- نيويورك كوميك كون على موقع ميوزك برينز (الإنجليزية)

- الموقع الرسمي